# Pandanus andringitrensis
Pandanus andringitrensis är en enhjärtbladig växtart som beskrevs av Huynh. Pandanus andringitrensis ingår i släktet Pandanus och familjen Pandanaceae.
Artens utbredningsområde är Madagaskar. Inga underarter finns listade.